# Église Saint-Étienne d'Estoher
Pour les articles homonymes, voir église Saint-Étienne.
L'église Saint-Étienne d'Estoher est une église en partie romane située à Estoher, dans le département français des Pyrénées-Orientales.